# Dyskografia Mikołaja Trzaski

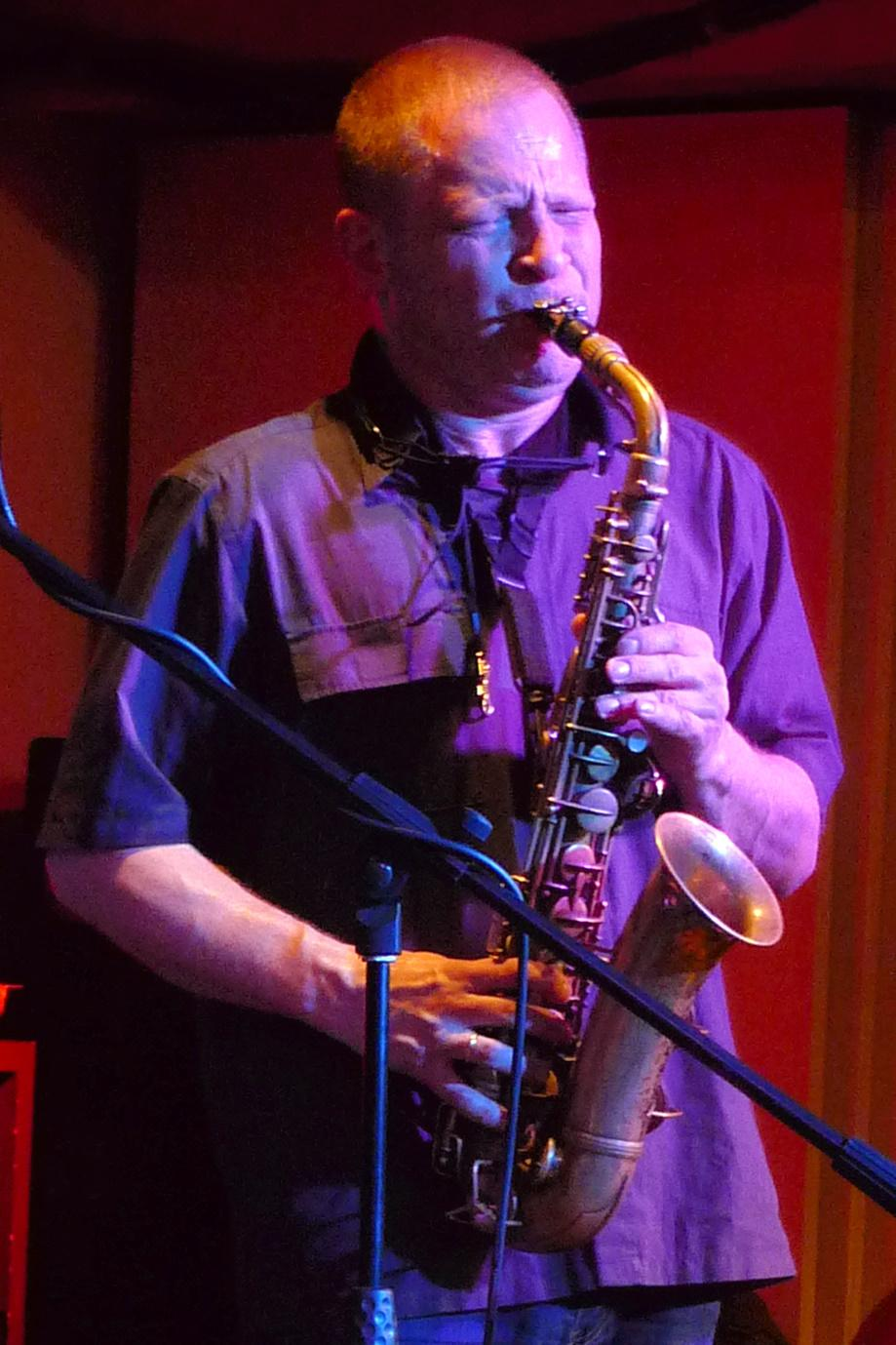
Mikołaj Trzaska

Artykuł ten zawiera pełną listę albumów muzycznych, w których tworzeniu brał udział Mikołaj Trzaska.

## Projekty pod własnym nazwiskiem (jako lider)
- Cześć, cześć, cześć (1995, GOWI Records, CD)[1].
- Pieszo (2001, Kilogram Records, CD)[1].
- Krytychny Dni (2003, Atlantik Kijow, CD)[1].
- Danziger Strassenmusik (2004, Kilogram Records, CD)[1].
- Dark House (2010, Kilogram Records, CD)[1].
- Mikołaj Trzaska gra Różę (2013, Kilogram Records, CD)[1].
- Wołyń (2016, Polskie Radio, CD)[1].
- Delta Tree (2016, Kilogram Records, CD)[1].
- Kler (music from the movie) (2019, Kilogram Records, CD i winyl (1xLP))[1].
- Nie Promised Land (2020, Don’t Sit On My Vinyl!, EP – wydanie tylko na winylu)[1].

## Miłość
- Miłość (1992, GOWI Records)[2].
- Taniec smoka (1994, GOWI Records)[2].
- Not Two (z Lesterem Bowiem, 1994, GOWI Records)[2].
- Asthmatic (1995, GOWI Records)[2].
- Muzyka do filmu Sztos (1997, GOWI Records)[2].
- Talkin’ About Life and Death (z Lesterem Bowiem, 1997, Biodro Records)[2].

## Łoskot
- Koncert w Mózgu (1994, Polonia Records)[3].
- Amariuch (1998, Multikulti Projekt)[3].
- Śmierdzące kwiatuszki (2000, FOLK/Pomaton)[3].
- Sun (2005, Mit Edition)[3].

## Oleś/Trzaska/Oleś (trio z braćmi Bartłomiejem i Marcinem Olesiami)
- Mikro Musik (2002, Kilogram Records)[4].
- La SKETCH up (2003, Kilogram Records)[4].
- Suite for trio + (z braćmi Oleś i Jeanem-Luc Cappozzo, 2005, Fenomedia)[4].

## Shofar
- Shofar (2007, Kilogram Records, CD)[5].
- Ha-huncvot (2013, Kilogram Records, CD)[5].
- Live at Powiększenie (2014, Kilogram Records, koncertowe DVD)[5].
- Gold of Małkinia (2015, Kilogram Records, album koncertowy, 2xLP – wydanie tylko na podwójnym winylu)[5].
- Right Before It Started (2021, Gusstaff, zestaw LP+SP – wydanie tylko na podwójnym winylu)[6].

## Resonance Ensemble
- Resonance (2008, Not Two)[7].
- Kafka In Flight (2011, Not Two)[7].
- What Country Is This? (2012, Not Two)[7].
- Head Above Water, Feet Out Of The Fire (2013, Not Two)[7].

## Ircha Clarinet Quartet
- Lark Uprising (z Joem McPhee, 2010, Multikulti Projekt)[8].
- Watching Edvard (2011, Kilogram Records)[8].
- Zikaron – Lefanai (2012, Kilogram Records)[8].
- Black Bones (2015, Kilogram Records)[8].

## Inner Ear
- Breathing Steem (2011, Kilogram Records)[9]
- Return From The Center Of The Earth (2014, Bocian Records)[9]

## Projekty
- Sport i religia (z NRD, 1996, Not Two).
- Cierpienie i wypoczynek (z Marcinem Świetlickim, 1999, Biodro Records).
- Nie idź do pracy (z The Users, 1999, Code Records).
- Ostrza (2001, Tutam).
- Afferico (z Rogulus / Szwelas Projekt, 2001, TNS Records).
- Koso Vosok (z Rogulus / Szwelas Projekt, 2002, TNS Records).
- Unforgiven north (z Friisem i Uuskylą, 2004, Kilogram Records).
- Sun Over lake (z TASEE SOL, 2004, Wefrec).
- Noc (z Wirkusem, 2005, Kilogram Records).
- Malamute (z North Quartet, 2005, Kilogram Records).
- Andruchoid (z Jurijem Andruchowyczem, 2005, Kilogram Records).
- Orangeada (z Friisem i Uuskylą, 2006, Kilogram Records).
- Jacek Olter (2006, Polskie Radio).
- Aeter (z Volume, 2007, Ninth World Music).
- Intimate Conversation (z Joem McPhee, 2007, Not Two).
- Kantry (z Andrzejem Stasiukiem, 2007, Kilogram Records).
- Nadir & Mahora (z Clementine Gasser i Michaelem Zerang, 2009, Kilogram Records).
- Don’t Leave Us Home Alone (2010, Kilogram Records).
- Goosetalks (z Peterem Brötzmannem i Johanessem Bauerem, 2010, Kilogram Records).
- Magic (z Joem McPhee, 2010, Not Two).
- Last Train To The First Station (z Reed Trio, 2011, Kilogram Records).
- Złota platyna (z Remontem Pomp, 2012, Kilogram Records).
- Sleepless in Chicago (z Devinem Hoffem i Michaelem Zerang, 2013, No Businnes Records).
- In This Moment (z Timem Daisy, 2014, Relay Recordings).
- Tar & Feathers (z Rafałem Mazurem i Balazsem Pandi, 2014, Gusstaff Records).
- Ten Chamber Kingdoms (z Haroldem Rubinem i Nadavem Maselem, 2014, Jazzis Records).
- Rimbaud (z Michałem Jacaszkiem i Tomaszem Budzyńskiem jako grupa muzyczna „Rimbaud”, 2015, Gustaff Records).
- Riverloam Trio – „Live at Alchemia” (Mark Sanders, Ole Brice) Kilogram Records, 2017.
- Details In The Air – „Open Containers” (Ken Vandermark, Michał Górczyński) Kilogram Records, 2018.
- More Intimate Conversation (z Joe McPhee) Kilogram Records, 2018.
- Nagrobki – Granit (2017, BDTA).
- Nagrobki – Pod Ziemią (2019, thisisnotarecord).

## Gościnne
- Koncert Teatr STU (z Variété, 1994, Music Corner).
- Pani Jola (z Bielizną, 1994, Sonic).
- Golonka, flaki i inne przysmaki (z Big Cycem, 1995, Silverton).
- Songs for Genpo (z Tymon i Trupy, 1995, Music Corner).
- Cacy Cacy Fleischmaschine (ze Świetlikami, 1996, Music Corner).
- Sushi (z Katarzyną Nosowską, 2000, Universal Music Polska).
- Kobiety (z Kobietami, 2001, Biodro).
- Koncert (z Oczi Cziorne, Świetliki, 131 metrów, Antonim Gralakiem, 2002, Kilogram).
- Numer jeden (z Bassisters Orchestra, 2006, Asfalt Records).

## DVD dokumentalne
- OLTER, reż. Krystian Matysek (Polskie Radio, 2006).
- TIK KUN, reż. Kuba Kossak (Pogranicze Sejny, 2013).
- MIŁOŚĆ, reż. Filip Dzierżawski (Agora, 2013).
- SHOFAR Live at Powiększenie (Kilogram Records, 2013).

## Filmy fabularne
- Sztos, współautor muz. do filmu fab. w reż. Olafa Lubaszenko Miłość skomponowała ścieżkę dźwiękową do filmu, 2002.
- Buty, muzyka do filmu fabularnego w reż. Grupa artystyczna Łódź Kaliska, 2001.
- Obcy VI, muzyka do filmu w reż. Borysa Lankosza, 2008.
- Dom zły, muzyka do filmu fab. w reż. Wojtka Smarzowskiego, 2009.
- Róża, muzyka do filmu fab. w reż. Wojtka Smarzowskiego, 2011.
- Errata, muzyka do filmu w reż. Arkadiusza Biedrzyckiego, 2012.
- Drogówka, muzyka do filmu fab. w reż. Wojtka Smarzowskiego, 2013.
- Pod Mocnym Aniołem, muzyka do filmu fab. w reż. Wojtka Smarzowskiego, 2014.
- Mleczny brat, muzyka do filmu fab. w reż. Vahram Mkhitaryan.
- Wołyń, muzyka do filmu fab. w reż. Wojtka Smarzowskiego, 2016.
- Z Pianą Na Ustach, muzyka do filmu fab. w reż. Janisa Nordsa, 2017.
- Litość (oryg. grec Oiktos), muzyka do filmu fab. w reż Babis Makridis, 2018.
- Kler, muzyka do filmu fab. w reż. Wojtka Smarzowskiego, 2018.

## Filmy dokumentalne
- Mont vinson, muz. do filmu dokumentalnego w reż. Iwony Bartólewskiej, 1999.
- List do syna, muz. do filmu dokumentalnego w reż. Iwony Bartólewskiej, 2000.
- Drogówka, muzyka do serialu dokumentalnego wyprodukowanego dla TV 4, 2000.
- Szklana pułapka, muzyka do filmu dokumentalnego Pawła Ferdka, 2008.
- Powroty Agnieszki H., muzyka do filmu dokumentalnego o Agnieszce Holland w reż. Krystyny Krauze i Jacka Petryckiego, 2013.
- Koniec świata, muz. do filmu dokumentalnego w reż. Moniki Pawluczuk, 2015.
- Józio, chodź do domu, muzyka do filmu dokumentalnego w reż Marcina Chłopasia, 2016.

## Teatry telewizji
- Muchy, muzyka do dla Teatru TV w reż. Łukasza Wylężałka na podstawie prozy Andrzeja Stasiuka, 2000.
- Kuracja, muzyka dla Teatru TV w reż. Wojciecha Smarzowskiego na podstawie książki Jacka Głębskiego, 2001.
- Cztery kawałki tortu, muzyka do sztuki telewizyjnej w reż. Wojciecha Smarzowskiego „Cztery Kawałki Tortu”, 2006.

## Spektakle teatralne
- Anioł zstąpił do Babilonu, muzyka do Teatru Miejskiego w Gdyni reż. Julii Wernio, 2000.
- Romeo i Julia, muzyka do Teatru Miejskiego w Gdyni reż. Julii Wernio, 2001.
- Solo, muzyka do spektaklu Teatru Wybrzeże w reż. Agnieszka Olsten – na podstawie prozy Andrzeja Stasiuka, 2002.
- Ptaki, muzyka do spektaklu w reż. Mirosława Kocur-Arystofanesa, Opera Yassowa, Teatr w Kaliszu, 2002.
- Dowód mojej tożsamości, muzyka do spektaklu Teatru Miejskiego w Gdyni reż. Agnieszki Olsten, 2003.
- Dni krytyczne, muzyka do spektaklu Teatru Studio Arabeska w Charkowie w reż. Switlany Oleszko, 2003.
- Nacht, muzyka do sztuki Andrzeja Stasiuka w reż Mikołaja Grabowskiego w Schauspielhaus w Düsseldorfie, 2005.
- Kraksa, muzyka do sztuki Dürrenmatta w reż. Wojciecha Smarzowskiego, Teatr Stary w Krakowie, 2005.
- Illegal, muzyka do sztuki Jurija Andruchowycza rez. Anna Badora w Schauspielhaus w Düsseldorfie, 2005.
- Czekając na Turka, muzyka do spektaklu w reż. Andrzej Grabowski według Andrzeja Stasiuka, Teatr Stary w Krakowie, 2009.
- Kupiec wenecki, wraz ze Stefanem Węgłowskim, muzyka do spektaklu w reż. Pawła Łysaka, Teatr Osterwy w Lublinie, 2014.
- Lolita muzyka, do spektaklu w reż. Tomasz Cyza, w Teatr Nowy im Kazimierza Dejmka w Łodzi.

## Teatr tańca
- Magnolia, reż. Leszek Bzdyl, 2002.
- Kilka błyskotliwych spostrzeżeń, reż. Leszek Bzdyl, według Gombrowicza, 2004.
- Odys Seas, reż. Leszek Bzdyl i Robert Rumas, 2004.
- Faktor X, reż. Leszek Bzdyl, 2008.
- Czerwona trawa, reż. Leszek Bzdyl i Katarzyna Chmielewska, 2009.
- Le sacre, reż. Leszek Bzdyl i Katarzyna Chmielewska, 2010.
- Duety nieistniejące, reż. Leszek Bzdyl i Katarzyna Chmielewska, 2011.
- Przyrzecze, reż. Karolina Adamczyk-Oleszczuk, Agata Skwarczyńska, Anety Jankowskiej, 2012.
- Transmigrazione di framgmenti d’amore, reż Leszek Bzdyl, Katarzyna Chmielewska, 2014.
- Koniec wielkiej wojny', wraz z zespołem Nagrobki, reż. Leszek Bzdyl, 2019.